# Victurnien Bonaventure de Rochechouart de Mortemart
Victurnien Bonaventure Victor de Rochechouart, 1er marquis de Mortemart (Everly, 28 octobre 1753 - Paris, 16 janvier 1823) est un homme politique et militaire français.

## Biographie

### Vie privée
Il est le fils de Jean-Victor de Rochechouart de Mortemart, 9e duc de Mortemart (1712-1771), pair de France, brigadier des Armées du Roi, et de Charlotte Nathalie de Manneville (1725-1762), sa troisième épouse.
Il est le frère puîné de Victurnien-Jean-Baptiste-Marie de Rochechouart, 10ème duc de Mortemart.

### Vie publique
Il entre au service avec son frère aîné, dans le corps de l'artillerie (école de Strasbourg), au mois d'octobre 1768, est nommé en 1771, capitaine dans le régiment de Navarre, puis dans celui de Lorraine, dont son frère aîné est mestre-de-camp. En 1778, il devient colonel en second du régiment de Brie (ou « lieutenant-colonel »), puis, en mai 1784, colonel-commandant du régiment de Navarre.
En 1788, il préside l'assemblée de la noblesse du bailliage de Rouen, et est élu par cette même assemblée, le 23 avril 1789, député de son Ordre aux États généraux, en même temps que son frère aîné est élu député de la Noblesse du Bailliage de Sens.
Aux États-généraux, où il siège avec son frère, il s'efforce, conformément à son mandat, de préserver les privilèges de la Noblesse .
À l'assemblée constituante, il siège parmi la minorité . Défenseur des institutions de l'ancienne monarchie, il signe la déclaration en faveur de la religion catholique comme religion d'Etat (19 avril 1790), proteste contre l'abolition de la Noblesse (24 juin 1790), vote contre les assignats, soutient la liste civile, proteste contre la constitution (8 septembre 1791) .,
Il fait partie du comité de judicature (20 août 1789). Promu maréchal de camp le 1er mars 1791, il émigre la même année .
Émigré, il fait la campagne de 1792 à l'armée des princes français. Retiré ensuite à Heidelberg, il passe en Angleterre en 1794 . Il entre comme lieutenant-colonel dans le régiment, levé par le duc de Mortemart, son frère, à la solde du gouvernement britannique, qu'il accompagne sur le continent en 1795, dans l'île de Guernesey, et, en 1796, va au Portugal, d'où la paix d'Amiens lui permet de rentrer en France en 1802.

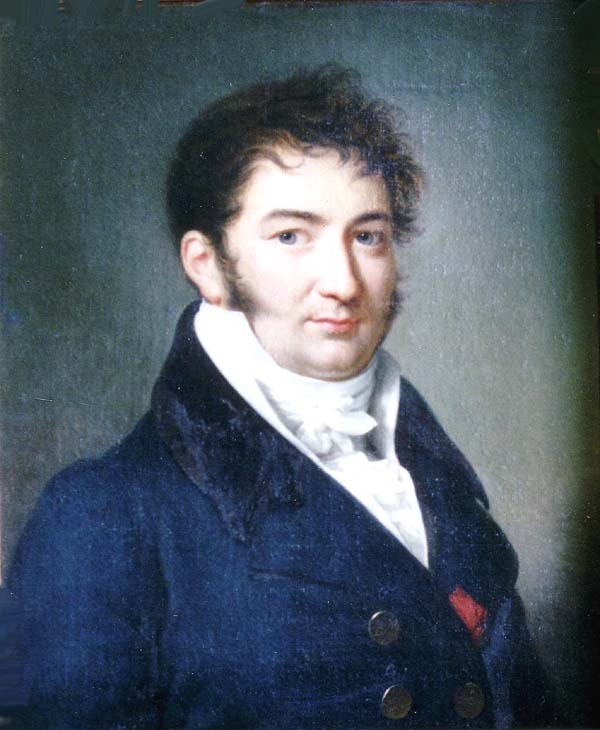
Portrait, en 1810, par François-Louis Gounod.

 En 1809, il est nommé, sur le « choix presqu'unanime de ses concitoyens », membre du conseil général du département de la Seine-Inférieure, pour le canton de Caudebec, où se trouve son domaine de La Mailleraye. Ce sont les seules fonctions qu'il remplit « jusqu'au rétablissement du trône légitime ».
Louis XVIII le crée lieutenant-général de ses armées et pair de France les 3 mars et 17 août 1815.
En août 1815, il vote pour la mort dans le procès du maréchal Ney. La faiblesse de sa santé l'empêche de siéger avec assiduité et il meurt subitement en 1823.

### Mariage et descendance
Il épouse, le 14 avril 1779, Marie Céleste Adélaïde de Nagu (1761 - Paris, 9 janvier 1853), fille de Charles Gabriel de Nagu, marquis de Nagu, et d'Adélaïde Louise du Hamel de Melmont. Fille unique, elle lui apporte la terre et le château d'Orcher, ainsi que la terre et le château, aujourd'hui disparu, de La Mailleraye, situés l'un et l'autre dans l'actuel département de la Seine-Maritime. Tous deux ont deux enfants : 
- Victor de Rochechouart de Mortemart, 2e marquis de Mortemart (12 août 1780 - 28 janvier 1834) épouse Anne Éléonore de Montmorency (1er novembre 1776 - 15 août 1863), dont descendance ;
- Françoise Victurnienne Zoé de Rochechouart de Mortemart (10 juin 1787 - 3 mars 1849) épouse Rodrigue Berton des Balbes de Crillon, 5e duc de Crillon (15 décembre 1782 - 22 avril 1870), dont descendance.

## Distinctions

### Décorations françaises
- Chevalier de l'Ordre royal et militaire de Saint-Louis

### Honneurs et titres
| Image | Armoiries |
| ----- | --- |
|       | Victurnien Bonaventure Victor († 1823), marquis de Mortemart, chevalier de l'ordre royal et militaire de Saint-Louis. - Pair de France par ordonnance du 17 août 1815 - 1er Marquis de Mortemart le 31 août 1817. Fascé-ondé d'argent et de gueules de six pièces. |